# Mecistocephalus ocanus
Mecistocephalus ocanus är en mångfotingart som beskrevs av Chamberlin 1946. Mecistocephalus ocanus ingår i släktet Mecistocephalus och familjen storhuvudjordkrypare.
Artens utbredningsområde är Guam. Inga underarter finns listade i Catalogue of Life.